# Austrolebias affinis
Austrolebias affinis – gatunek słodkowodnej ryby z rodziny strumieniakowatych (Rivulidae). Bywa hodowana w akwariach.

## Występowanie
Gatunek bentopelagiczny, występujący w basenie rzeki Urugwaj, na obszarze Brazylii i Urugwaju. Zasiedla strefę przydenną w bardzo małych, tymczasowych basenach w Arroyo Tres Cruces oraz Tacuarembó.

## Wygląd
Ciało typowe dla rodzaju Austrolebias. Wyglądem przypomina Wachlarka czarnopłetwego (Austrolebias nigripinnis). Samce dorastają do 6 cm, natomiast samice mogą osiągnąć długość 4-5 cm. Ubarwienie samców od ciemnoszarego do niebiesko-czarnego. Samice jasnobrązowe z plamami szarości. Na bokach ciała dziesięć do dwunastu poprzecznych pręg tworzonych przez turkusowe plamki. Brzuch nieco jaśniejszy. Na płetwie grzbietowej, ogonowej i odbytowej dorosłe osobniki posiadają większe plamy w kolorze turkusu.

## Pożywienie
Austrolebias affinis żywi się każdym rodzajem pokarmu.

## Warunki hodowlane
Powinien być hodowany w akwarium jednogatunkowym. Zbiornik średniej wielkości. Samce mogą być agresywne, bronią małych obszarów, gdzie inne samce nie są tolerowane. Rośliny powinny być pierzaste, a na podłożu powinien leżeć dobrze wypłukany torf. Najlepszą wodą dla Austrolebias affinis jest woda miękka, lekko kwaśna i o temperaturze ok. 18 °C. Gatunek bardzo płodny. Para tarlaków zagrzebuje złożone jaja w torfie. Średnica jaj 1,3-1,4 mm. Inkubacja jaj w temperaturze 20ºC trwa 12-13 tygodni, w temperaturze 21-24ºC 6-13 tygodni, a w temperaturze 25ºC 10-12 tygodni. Jest to jeden z łatwiejszych gatunków i jest dzisiaj powszechnie dystrybuowany w akwarystyce.